# Integritty

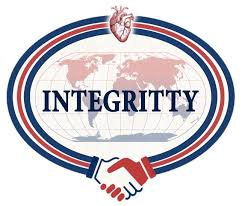
Logo Integritty

INTEGRITTY (International Evidence Grading Initiative Towards Transparency and QualitY) è un'iniziativa di ricerca multidisciplinare impegnata a promuovere trasparenza, integrità e qualità nella valutazione delle prove scientifiche.
Con un focus primario sulla medicina cardiovascolare, il gruppo mira a valutare criticamente la qualità delle prove esistenti per ottimizzare la gestione dei pazienti e garantire risultati di ricerca imparziali e privi di conflitti che possano aiutare a stabilire la pratica clinica più appropriata.
Questo gruppo è co-fondato dall'Associazione Latina di Chirurgia Cardiaca ed Endovascolare (LACES) e dall'Alleanza Latino-Europea delle Società di Chirurgia Cardiovascolare (LEACSS); è stato approvato da diverse società scientifiche nazionali come la Società Italiana di Cardiochirurgia (SICCH;Società Italiana di Chirurgia Cardiaca), la Société Française de Chirurgie Thoracique et Cardio-Vasculaire,), la Società Portoghese di Chirurgia Toracica e Vascolare Cardiaca (SPCCTV,), la Società Spagnola di Chirurgia Cardiovascolare ed Endovascolare (SECCE,); Società brasiliana di chirurgia cardiovascolare (SBCCV,). È inoltre sostenuta da membri di altre società internazionali provenienti da tutto il mondo.

## Background
La storia di questo gruppo è iniziata con l'idea di analizzare criticamente i dati pubblicati, un processo che è iniziato simultaneamente nel 2019: a) con l'indagine sui risultati dello studio EXCEL nel Regno Unito che ha dimostrato che alcuni risultati di questo studio erano stati nascosti al pubblico, portando a raccomandazioni di linee guida errate (); inoltre, l'impatto di questo studio è stato così significativo da attirare persino l'attenzione speciale della BBC () b) con la rianalisi dei dati di studi randomizzati che confrontano la sostituzione chirurgica della valvola aortica in pazienti ad alto rischio (SAVR,)  con l'impianto di valvola aortica transcatetere (TAVI,), presentato al meeting annuale 2018 dell'Associazione Europea di Chirurgia Cardio-Toracica. Tale rianalisi ha mostrato che () la TAVI è associata a risultati migliori nel periodo postoperatorio immediato, ma a medio termine (40 mesi) fornisce risultati peggiori rispetto alla SAVR. Le discussioni che ne sono seguite hanno fatto luce sul fatto che le prove nella letteratura cardiovascolare dovevano essere rivalutate. Dalla malattia coronarica alla sostituzione della valvola aortica, il concetto di affrontare criticamente i dati degli studi ha aperto la strada all'analisi dei principali studi di riferimento, che sono di fondamentale importanza nella formulazione delle attuali linee guida ()
Un'interpretazione corretta delle prove basate sugli studi è stata ritenuta essenziale, portando a una nuova, meticolosa revisione delle attuali linee guida (;).
La missione del gruppo INTEGRITTY è quella di fornire una valutazione critica delle prove per supportare una gestione migliore e ottimizzata dei pazienti nel campo cardiovascolare, promuovere l'integrità e la trasparenza nelle prove cardiovascolari, discutere il ruolo dell'industria e degli sponsor nello sviluppo delle prove e rianalizzare in modo indipendente le prove scientifiche e le linee guida. Infine, il gruppo INTEGRITTY ha nuovamente attirato l'interesse del giornalismo investigativo italiano (trasmissione televisiva REPORT, RAITRE, ITALIA), per un reportage riguardante la discrepanza tra dati del mondo reale e studi randomizzati nel campo della patologia valvolare aortica. Questa è stata trasmessa il 29 dicembre 2024 (https://www.rai.it/programmi/report/inchieste/La-posta-del-cuore-1ba1a210-d4f8-420e-963c-b149969ad5e4.html), e fa seguito a una precedente inchiesta giornalistica, trasmessa sulla stessa emittente il 26 novembre 2018, riguardante l'appropriatezza dell'impiego di nuovi dispositivi nel trattamento della valvulopatia aortica.

## Organizzazione
INTEGRITTY è un gruppo volontario e spontaneo aperto a tutti i professionisti che lavorano nel campo della medicina cardiovascolare (cardiologi, chirurghi cardiaci, chirurghi vascolari, anestesisti cardiovascolari, metodologi, statistici) con una prospettiva multidisciplinare e da membri provenienti da diversi continenti.

## Board
- Alessandro Parolari (Chair)
- Amedeo Anselmi (Secretary)
- Rui Almeida
- William Boden
- Raffaele De Caterina
- Sanjay Kaul
- Mateo Marin Cuartas (Junior member)

## Membri

### Italia
- Fabio Barili
- Raffaele De Caterina
- Alessandro Parolari
- Francesco Musumeci
- Giuseppe Biondi Zoccai

### Francia
- Amedeo Anselmi
- Sylvain Beurtheret
- Jean-Philippe Verhoye
- Jacques Tomasi

### Portogallo & Spagna
- Jorge Rodriguez-Roda Stuart
- Miguel Sousa Uva

### Germania & Olanda
- Martin Misfeld
- M.J. Kawczynski
- Mateo Marin Cuartas
- Manuela de la Cuesta
- Milan Milojevic
- Sam Heuts

### Stati Uniti
- William Boden
- Michael Firstenberg
- Marco Zenati
- Sanjay Kaul
- Rita Redberg
- John Mandrola
- David Faxon

### Messico & Canada
- James Brophy
- Ovidio A. García-Villarreal

### Brasile & Uruguay
- Arthur Albuquerque
- Victor Dayan
- Rui M. S. Almeida
- Rachel Riad
- Walter Gomes

### Australia
- Tristan Yan